# Orao kliktaš
Orao kliktaš (Aquila pomarina) je srednje veliki orao iz porodice jastrebova (Accipitridae). Nekada se poistovjećivao s indijskim orlom kliktašom koji je od 2002. godine izdvojen u zasebnu vrstu, Aquila hastata.

## Opis
Orao kliktaš je najsličniji orlu klokotašu, od kojega je nešto manji. Dostiže dužinu od 55 do 66 cm, raspon krila je od 135 do 168 cm, a tjelesna masa mu je oko 1,5 kilogram. Ženke su uvijek nešto krupnije od mužjaka. Srednje je veličine sa širokim krilima koja završavaju dugim perima i ima mali kljun. Perje je tamno smeđe boje koje je blijeđe na glavi, vratu i naramenicama, s bijelom mrljom u obliku slova »V« na krilima i repu. Perje s donje strane krila je mnogo svjetlije od gornje strane. Mladunci su tamniji s gornje strane od odraslih jedinki. Hrvatski naziv mu potječe od glasanja visokim tonom koji podsjeća na visoki pseći lavež.

## Stanište
Orao kliktaš je ptica selica i glavno stanište su mu Istočna Europa (gdje živi oko 95% ukupne populacije ove vrste) i Mala Azija, dok zimuje u jugoistočnoj Africi. 
Živi u šumama, blizu vlažnih livada i plavnih područja, ali može ga se pronaći i u višim predjelima. Gnijezdi se u krošnjama poplavnih šuma hrasta i jasena. Orao kliktaš se nalazi na crvenom popisu ugroženih vrsta životinja Hrvatske zbog onečišćenja voda, poljodjeljstva, nestajanja močvarnih područja, te lova i kirvolova.

## Razmnožavanje
Ženka polaže najčešće dva jaja, maksimalno do tri. Jaja orla kliktaša su bijele boje s crvenkastosmeđim pjegama. Slabiji mladunac rijetko preživi, tako da ženka godišnje othrani samo jednog ptića. Ženka za polaganje svojih jaja godinama koristi isto gnijezdo. Gnijezdo je promjera više od 140 centimetara, smješteno na drvetu neposredno ispod vrha.

## Ishrana
Orao kliktaš se uglavnom hrani malim sisavcima, pticama i gmazovima.

## Vanjske poveznice
Drugi projekti
|  | Zajednički poslužitelj ima stranicu o temi Clanga pomarina    |
|  | Zajednički poslužitelj ima još gradiva o temi Clanga pomarina |
|  | Wikivrste imaju podatke o taksonu Clanga pomarina             |